# Die Präsenz
Die Präsenz ist ein deutscher Found-Footage-Horrorfilm von Daniele Grieco. Der Film wurde per Guerilla-Marketing über Facebook finanziert und Grieco entschied sich dazu, Ende 2014 auf einer selbst finanzierten Filmtour durch Deutschland für eine Veröffentlichung zu werben, da sich kein Verleih fand. Am 12. März 2015 lief der Film schließlich bundesweit in den Kinos an.

## Handlung
Markus, Student der Anthropologie, ist durch ein Seminar an volkstümlichen Mythen, Aberglauben und am Phänomen der Poltergeister interessiert. Als ihm sein Freund Lukas von einer alten Burg berichtet, auf der Geister einst eine grausame Familientragödie ausgelöst haben sollen, beschließen sie kurzerhand, dort einige Tage zu verbringen. Sie hoffen, die Existenz der Geister durch Aufzeichnungen zu beweisen oder zu widerlegen. Die beiden werden zudem von Markus’ Freundin Rebecca begleitet, die erst kurz vor Ankunft auf der Burg eingeweiht wird. Obwohl sie den Plänen der beiden kritisch gegenübersteht, bleibt sie dabei für den Nervenkitzel des unbefugten Zutritts. Zunächst ereignet sich nichts Ungewöhnliches, doch nach merkwürdigen Geräuschen überschlagen sich die Ereignisse. Wenig später sind zwei von ihnen tot.

## Kritik
Der Filmdienst urteilt, der Film „ist bemüht, die vielen Vorbilder effektiv zu zitieren, kommt als (deutscher) Genre-Vertreter aber Jahre zu spät, um nachhaltig und originell zu erschrecken“. Die Filmwebsite kino.de meint, der Film sei ein „atmosphärischer dichter Horrortrip […] nach den bewährten Mustern des Found-Footage-Films“. Weiter heißt es, Die Präsenz sei „ein gut gemachter und ebenso gespielter Beitrag“ zu einem in Deutschland „stiefmütterlich behandelten Traditionsgenre“. Die „solide Verkettung sich zuspitzender gruseliger Ereignisse“ gehe einher mit „schleichende[n] Schrecken in stimmungsvoller Verpackung“.

## Drehort
Als Drehort für die im Film als fiktive „Burg Hohnau“ ausgegebene Burganlage diente die mittelalterliche Wasserburg Veynau im Euskirchener Stadtteil Wißkirchen.